# Theodor Lohmann

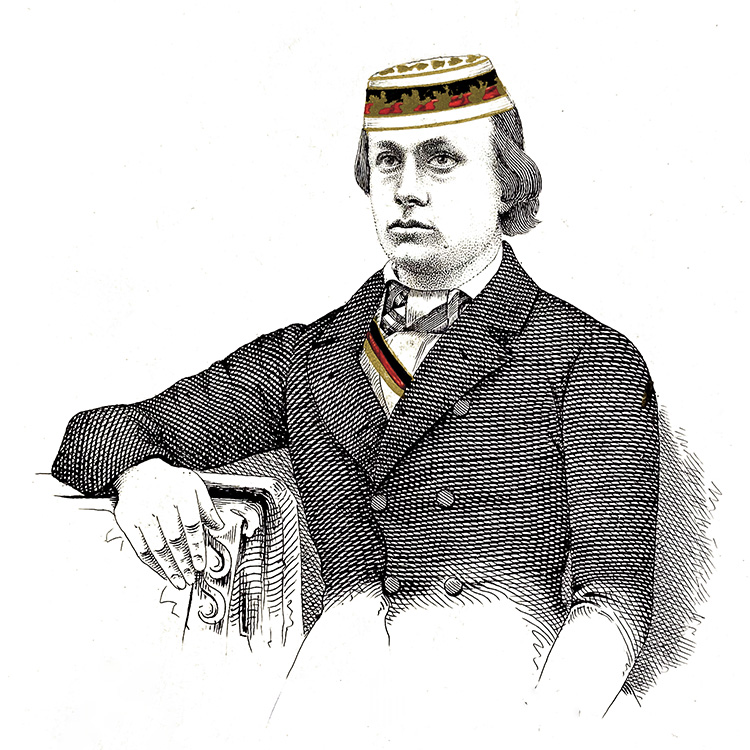
Theodor Lohmann als Göttinger Burschenschafter, 1851

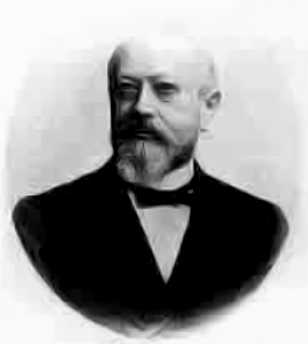
Theodor Christian Lohmann

 Theodor Christian Lohmann (* 18. Oktober 1831 in Winsen an der Aller; † 31. August 1905 in Tabarz) war ein deutscher Verwaltungsjurist und Sozialreformer des 19. Jahrhunderts. Er gilt als eine der treibenden Kräfte bei der Gesetzgebung zum Schutz der Arbeitnehmer, als Mitarchitekt der Bismarck’schen Sozialversicherung und als Schlüsselfigur für das Verhältnis von Diakonie und Sozialpolitik.

## Leben
Theodor Lohmann wuchs als siebtes von acht Kindern in einem evangelisch-lutherischen Elternhaus auf, das der Erweckung um Louis Harms in Hermannsburg nahestand. Sein Vater war der Kaufmann und Ziegeleibesitzer Ernst Heinrich Lohmann (1797–1856). Seine Mutter, Johanna Juliana Lohmann geborene Hardegen, verstarb früh. Theodor Lohmann besuchte ab 1847 das Gymnasium in Celle und studierte ab 1850 Rechts- und Staatswissenschaften an der Universität Göttingen. Dort war er 1851 Mitgründer der Burschenschaft Germania zu Göttingen (bis 1866 noch im Kartellverhältnis mit dem Wingolfsbund) und traf auf Gerhard Uhlhorn. 1854 bestand Theodor Lohmann das Erste juristische Staatsexamen und trat in den Verwaltungsdienst des Königreichs Hannover ein. Am 12. Januar 1855 wurde Lohmann als Auditor vereidigt. 1858 bestand er sein zweites juristisches Staatsexamen. Seine Auditoren- und Assessorzeit führte Lohmann nach Bleckede, Hannover, dort war er auch als Journalist tätig, Göttingen, Hameln und Bruchhausen. Im Februar 1861 war er Assessor im Amt Lehe, wo Lohmann durch ein Gutachten gegen den Bremer Senat der Bildung einer von lutherischen Hausvätern gegründeten Kirchengemeinde den Weg ebnete (Kreuzkirche Bremerhaven). Ab April 1861 war Lohmann als Hilfsarbeiter (Mitarbeiter) in der Landdrosterei in Osnabrück tätig. 1862 wurde Lohmann Hilfsarbeiter im Kultusministerium in Hannover, ab Februar 1863 in der Funktion als Regierungsassessor und Referent der Ziviladministration.
1862 heiratete Theodor Lohmann die acht Jahre jüngere Luise Wyneken (1839–1879). Aus dieser Ehe gingen drei Kinder hervor, Ernst Heinrich Rudolf, Präsident des Lutherischen Konsistoriums in Hannover, Henriette Lohmann (1866–1935) und Friedrich Lohmann, Syndikus der Handelskammern in Bremen, Görlitz und Wuppertal. Privat engagierte er sich beim Aufbau der Inneren Mission in Hannover. Zusammen mit Gerhard Uhlhorn und Anderen war er 1865 maßgeblich an der Gründung des Evangelischen Verein, Hauptverein für die innere Mission in der Evangelisch-lutherischen Landeskirche Hannovers und 1868/69 des Stephansstifts beteiligt, in dessen Kuratorium er auch saß. Lohmann arbeitete an der Kirchenvorstands- und Synodalordnung der hannoverschen Landeskirche von 1864 mit.
1869 war Theodor Lohmann Nebenamtlicher Generalsekretär der ersten Hannoverschen Landessynode. Von 1866 bis 1870 war Lohmann zudem weltliches Mitglied im Landeskonsistorium der Evangelisch-lutherischen Landeskirche Hannovers.
Ab Oktober 1866 war Theodor Lohmann als Regierungsassessor und Referent der Kultusabteilung des Hannoverschen Landeskonsistoriums tätig. Im Deutschen Krieg wurde das Königreich Hannover 1866 vom Königreich Preußen besetzt und annektiert. Hannover war nun eine preußische Provinz. Für den Verwaltungsjuristen Theodor Lohmann bedeutete dies – zeitverzögert – einen Karrieresprung: Nach einer kurzen Tätigkeit als Regierungsassessor in Minden 1870/71 wurde Lohmann nach Berlin versetzt. Dort war er ab Oktober 1871 im preußischen Handelsministerium als Referent für die gewerbliche Arbeiterfrage tätig, zunächst als Regierungsrat, ab 1877 als Geheimer Ober-Regierungsrat. Als solcher wirkte er an verschiedenen Gesetzentwürfen mit, darunter an der Novelle der Gewerbeordnung, mit der die Fabrikinspektion, die heutige Gewerbeaufsicht, ins Leben gerufen wurde.
1880 wechselte Lohmann ins Reichsamt des Innern. Ab April 1881 war Lohmann als Vortragender Rat in der Abteilung für wirtschaftliche Gesetzgebung des Reichsamtes und nebenamtlich als Referent für Arbeitsschutz und Fabrikaufsichtswesen tätig. Dort unterstützte er Reichskanzler Otto von Bismarck bei der Gesetzgebung zum Aufbau der deutschen Sozialversicherung. Lohmann verfolgte jedoch andere Ziele als Bismarck: Während der Reichskanzler eine Sozialversicherung anstrebte, die die Arbeiter zu abhängigen „Staatsrentnern“ degradieren sollte, versuchte sein Referent, den Arbeitern Selbst- und Mitbestimmungsrechte einzuräumen. Die von Bismarck beabsichtigte enge Bindung der Arbeiter an den Staat im Sinne eines Staatssozialismus widersprach Lohmanns Bild vom „mündigen Arbeitnehmer“. Beide Konzepte waren letztendlich nicht miteinander vereinbar. Noch im Jahr 1881 wurde Lohmann zum ordentlichen preußischen Bundesratsbevollmächtigten ernannt, wo er das Präsidium (Vorsitz) in den Ausschüssen für Handel und Gewerbe innehatte. Ab 1883 war er zudem Examinator für Finanzwissenschaften und Nationalökonomie für das Diplomatenexamen und Mitglied in der Staatswissenschaftlichen Gesellschaft von Gustav von Schmöller.
Bei der Ausgestaltung der gesetzlichen Krankenversicherung konnte sich Lohmann zumindest teilweise durchsetzen: Die Arbeiter wurden an der Finanzierung und der Selbstverwaltung der Krankenkassen beteiligt. Auch wurden gegen Bismarcks Willen die Hilfskassen gestärkt. 1883 kam es jedoch zum Bruch zwischen Lohmann und Bismarck. Anlass waren die unterschiedlichen Auffassungen zur Ausgestaltung der gesetzlichen Unfallversicherung. Während Lohmann für eine Beteiligung der Arbeiter an der Unfallversicherung eintrat, strebte Bismarck ein Zwangsversicherungssystem an, das von den Arbeitgebern in Form von Berufsgenossenschaften getragen und vom Staat bezuschusst werden sollte. Lohmann versuchte, Bismarcks Vorhaben zu hintertreiben. Im September 1883 kam es zur Aussprache zwischen Bismarck und Lohmann, in deren Folge Lohmann vom weiteren Verlauf der Sozialgesetzgebung ausgeschlossen wurde. Der Direktor im Reichsamt des Innern, Robert Bosse, notierte dazu in seinen Memoiren: „Lohmann hat dabei sein Amt und seine Zukunft aufs Spiel gesetzt. Alle Achtung vor ihm. Eine andere Frage ist, ob er sachlich recht hatte. Ich glaube nicht.“ Der Erfolg des 1884 in Kraft getretenen Unfallversicherungsgesetzes und der Siegeszug der Berufsgenossenschaften bestätigten diese Einschätzung Bosses und widerlegten Lohmanns Vorbehalte zumindest teilweise. Lohmann selbst war erleichtert, dass er künftig nicht mehr für Dinge eintreten musste, welche er für „verkehrt“ und „völlig unausführbar“ hielt.
Nach dem Bruch mit Bismarck blieb Lohmann im Reichsamt des Innern beschäftigt und war ab 1884 stellvertretender Bundesratsbevollmächtigter von Preußen (nachdem er ab 1881 1. Beauftragter war) und blieb Prüfer für Finanzwissenschaften und Nationalökonomie.
In der Folgezeit engagierte sich Lohmann verstärkt für die Innere Mission, unter anderem in der Gesellschaft zur Beförderung des Christentums unter den Juden, deren Präsident er von 1876 bis 1898 war, und in der Gesellschaft zur Beförderung der evangelischen Missionen unter den Heiden. Schon 1880 war Theodor Lohmann dem Central-Ausschuß für die innere Mission der deutschen evangelischen Kirche beigetreten, dem er bis zu seinem Tod im Jahr 1905 angehört.
Nach Bismarcks Abschied im Jahr 1890 wurde Lohmann vom neuen Handelsminister Hans Hermann von Berlepsch als Leiter und Ministerialdirektor der Gewerbeabteilung ab 1891 in die Arbeitgebergesetzgebung und in das preußische Ministerium für Handel und Gewerbe zurückgerufen (ab 1891 im Range eines Geheimer Ober-Regierungsrat, ab 1899 Wirklicher Geheimer Ober-Regierungsrat mit dem Prädikat Exzellenz). Eine seiner ersten Aufgaben war die Planung und Durchführung der im gleichen Jahr in Berlin stattfindenden Internationalen Arbeiterschutzkonferenz. Anschließend war er an der abermaligen Novellierung der Gewerbeordnung beteiligt, die weitere Verbesserungen für die Arbeiter mit sich brachte, beispielsweise das Verbot der Nachtarbeit für Frauen und Jugendliche. Vom 4. Mai 1892 bis zu seinem Tod bekleidete Theodor Lohmann das Amt des Unterstaatssekretär (höchster Beamter, entspricht heutigen Staatssekretären) im Handelsministerium und hatte dessen Gesamtleitung inne, ab 1900 zugleich die Leitung der Handelsabteilung im Handelsministerium. In diesen Ämtern wirkte er leitend in verschiedenen Gremien, wie der neugebildeten Kommission für Arbeiterstatistik, der Technischen Deputation für Gewerbe oder der Kommission zur Reform für Wohnungswesen mit. Ab 1892 an war er Vorsitzender im Centralverein für das Wohl der arbeitenden Klasse. 1904 wurde er anlässlich seines fünfzigjährigen Dienstjubiläums mit dem Wilhelm-Orden für besondere sozialpolitische Verdienste ausgezeichnet.
1901 wurde ihm durch die Theologische Fakultät Kiel die Ehrendoktorwürde verliehen.
Theodor Lohmann starb 1905 im Alter von 73 Jahren in Tabarz. Seine letzte Ruhestätte fand er auf dem Alten Zwölf-Apostel-Kirchhof in Schöneberg bei Berlin. Das Grab ist nicht erhalten.
Trotz großer Verdienste für den Arbeiterschutz und die Sozialversicherung steht der Sozialreformer Lohmann bis heute im Schatten Bismarcks.

## Schriften (Auswahl)
- Communismus, Socialismus, Christenthum. In: Vierteljahrsschrift für Theologie und Kirche. 1853, S. 1–33.
- Über bürgerliche und kirchliche Armenpflege mit Rücksicht auf hannoversche Verhältnisse. Hannover 1855.
- Kirchengesetze der evg.-luth. Kirche des vormaligen Königreichs Hannover nebst den zu deren Ausführungen erlassenen Verordnungen, Bekanntmachungen und Ausschreiben. 1. Teil, Hannover 1871.
- als Hrsg.: Die Fabrikgesetzgebungen der Staaten des europäischen Kontinents. Kortkampf. Berlin 1878.
- Mut zur Moral. Aus der privaten Korrespondenz des Gesellschaftsreformers Theodor Lohmann. Herausgegebenen von Lothar Machtan. Edition Temmen, 2001, ISBN 3-86108-281-0.